# Norbert Nigbur
Norbert Nigbur (født 8. maj 1948 i Gelsenkirchen, Vesttyskland) er en tidligere tysk fodboldspiller, der som målmand på det vesttyske landshold var med til at vinde guld ved VM i 1974 på hjemmebane. Han kom dog ikke på banen i turneringen, hvor han var reserve for førstevalget Sepp Maier.
Nigbur var på klubplan tilknyttet Schalke 04 fra sin fødeby samt Hertha Berlin.